# Zune
Zune este un brand Microsoft pentru un dispozitiv mobil de redare a fișierelor multimedia, software-ul asociat, precum și a unui serviciu online pentru achiziționarea și stocarea fișierelor media. Dispozitivul lansat pe piața din Statele Unite, un model de 30 GB,  costând 249.99 de dolari americani a fost lansat în data de  14 noiembrie 2006.